# ОШ „Бошко Буха” Ивање
ОШ „Бошко Буха” Ивање, у насељеном месту на територији општине Пријепоље, почела је са радом 1911. године. Школа носи име Бошка Бухе (1926—1943), легендарног бомбаша и народног хероја.
Школа је основана уз велику ангажованост тада виђенијих људи који су издејствовали одобрење за отварање школе од турских власти, а бег Махмуд Селмановић поклонио земљиште за школску зграду. Први учитељ је био Ђорђе Младеновић. Настава се изводила у већ направљеној згради још 1908. године која је до тада служила као капела.
Нова школска зграда се гради у периоду од 1935. до 1938. године која је имала две преостале учионице, канцеларију и посебну библиотеку. Стара школска зграда се адаптира за станове учитеља.
Услед рата школа престаје са радом од 1941. до 1945. године. Свој дужи просветарски рад су обележили брачни пар Вера и Божидар Крсмановић. Они долазе школске 1948/1949. године остају до 1954. године. Поред рада са просечним бројем од 110 ученика радили су на многим тада потребним активностима као што су ограђивање школског дворишта, садњи савременог воћњака, држању здраствених курсева за просвећивање сеоске омладине и многе друге.
Слично њима такође са дужине радним веком наставља брачни пар Танкосава и Драго Дивац. Школске 1960/1961. године отвара се први пут пети разред. Исте године се припајају до тада самосталне школе као сада издвојена одељења у Кошевинама, Дивцима и Лучицама, а школа у Ивању постаје матична школа.
Већ школске 1962/1963. године формира се и седми разред и припојена школа из Сопотнице. Том приликом школа броји 287 ученика. Школске 1965/1966. године отвара се осми разред. Да би се колико толико проширио скучен школски простор школске 1974/1975. године почела је изградња нове монтажне зграде са две учионице, две канцеларије, кухињом и трпезаријом. 
Нова школска зграда подиже се на темељима старе школске зграде 1985. године, у којо се и данас обавља настава. 